# Jander Ribeiro Santana
Jander Ribeiro Santana, meglio noto come Jander (Feira de Santana, 8 giugno 1988), è un calciatore brasiliano, difensore del Tuna Luso.

## Caratteristiche tecniche
È un terzino sinistro.

## Statistiche

### Presenze e reti nei club
Statistiche aggiornate al 7 luglio 2017.
| Stagione         | Squadra          | Campionato       | Campionato | Campionato | Coppe nazionali | Coppe nazionali | Coppe nazionali | Coppe continentali | Coppe continentali | Coppe continentali | Altre coppe | Altre coppe | Altre coppe | Totale | Totale | Totale |
| Stagione         | Squadra          | Comp             | Pres       | Reti       | Comp            | Pres            | Reti            | Comp               | Pres               | Reti               | Comp        | Pres        | Reti        | Pres   | Reti   |        |
| ---------------- | ---------------- | ---------------- | ---------- | ---------- | --------------- | --------------- | --------------- | ------------------ | ------------------ | ------------------ | ----------- | ----------- | ----------- | ------ | ------ | ------ |
| 2011             | Juventude        | C+GAU            | 0+6        | 0          | CB              | 0               | 0               | -                  | -                  | -                  | -           | -           | -           | 6      | 0      |        |
| 2011-2012        | Olhanense        | PL               | 7          | 1          | TP+TL           | 0               | 0               | -                  | -                  | -                  | -           | -           | -           | 7      | 1      |        |
| 2012-2013        | Olhanense        | PL               | 24         | 0          | TP+TL           | 2+3             | 1+0             | -                  | -                  | -                  | -           | -           | -           | 29     | 1      |        |
| 2013-2014        | Olhanense        | PL               | 21         | 0          | TP+TL           | 2+2             | 0               | -                  | -                  | -                  | -           | -           | -           | 25     | 0      |        |
| Totale Olhanense | Totale Olhanense | Totale Olhanense | 52         | 1          |                 | 9               | 1               |                    | -                  | -                  |             | -           | -           | 61     | 2      |        |
| 2014-2015        | Gil Vicente      | PL               | 20         | 0          | TP+TL           | 3+2             | 0               | -                  | -                  | -                  | -           | -           | -           | 25     | 0      |        |
| 2015-2016        | Desp. Aves       | SL               | 17         | 5          | TP+TL           | 0               | 0               | -                  | -                  | -                  | -           | -           | -           | 17     | 5      |        |
| 2016-2017        | Moreirense       | PL               | 11         | 0          | TP+TL           | 0+5             | 0               | -                  | -                  | -                  | -           | -           | -           | 16     | 0      |        |
| 2017-2018        | Apollōn Limassol | AK               | 6          | 1          | KK              | 0               | 0               | UEL                | 9                  | 2                  | SC          | 1           | 0           | 16     | 3      |        |
| Totale carriera  | Totale carriera  | Totale carriera  | 112        | 7          |                 | 19              | 1               |                    | 9                  | 2                  |             | 1           | 0           | 141    | 10     |        |

## Palmarès

### Club

#### Competizioni nazionali
- Coppa di Lega portoghese: 1

Moreirense: 2016-2017
- Supercoppa di Cipro: 1

Apollōn Limassol: 2017
- Campionato serbo: 1

Stella Rossa: 2019-2020